# Islas Caimán en los Juegos Olímpicos de Seúl 1988
Las Islas Caimán estuvieron representadas en los Juegos Olímpicos de Seúl 1988 por ocho deportistas, siete hombres y una mujer, que compitieron en dos deportes.
El portador de la bandera en la ceremonia de apertura fue el ciclista Alfred Ebanks. El equipo olímpico no obtuvo ninguna medalla en estos Juegos.